# SIGN!

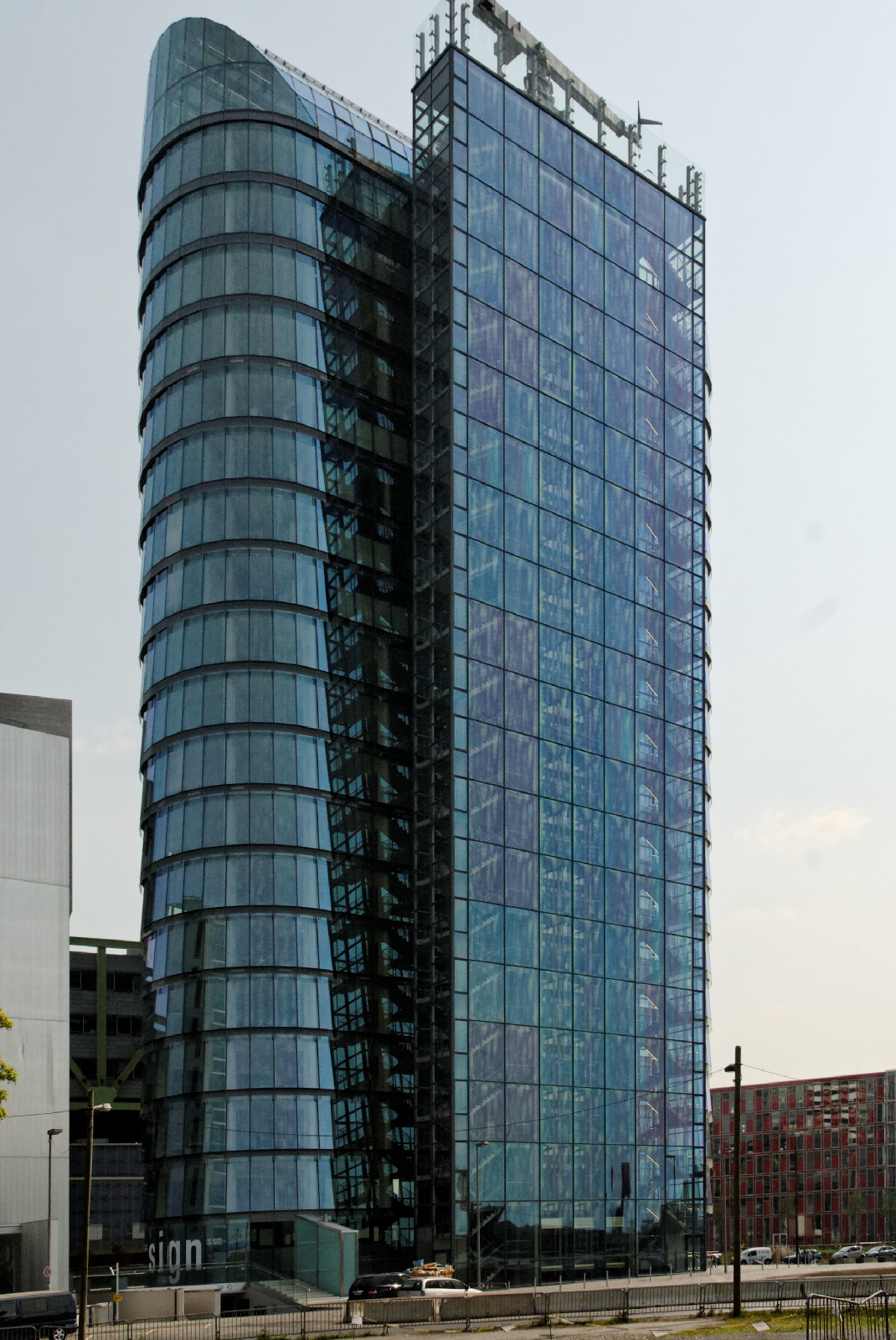
SIGN! in Düsseldorf-Hafen, von Norden

Der Sign! Landmark Tower ist ein Hochhaus, das seit 2011 als Bürogebäude im Medienhafen Düsseldorf genutzt wird.
Das Haus wurde von dem deutschen Architekten Helmut Jahn entworfen und befand sich zwischen 2007 und 2010 in Bau. Der Sign! Landmark Tower ist mit 76 Metern das achthöchste Gebäude der Stadt. Es hat 19 oberirdische Etagen mit einer Bruttogeschossfläche von etwa 14 000 m². Die Glasfassade des Sign! wiegt 25 Tonnen.